# Clinoclase
La clinoclase, également nommée « abichite », est un minéral, hydroxy-arséniate de cuivre, de formule Cu3AsO4(OH)3. La clinoclase est un rare minéral secondaire de cuivre et forme des cristaux aciculaires dans la zone fracturée et altérée située au-dessus des gisements de sulfure de cuivre. On la trouve sous forme de cristaux vitreux translucides, de couleur bleu foncé à bleu verdâtre foncé et en masses botryoïdales. Son système cristallin est monoclinique, de classe 2/m. Elle a une dureté de 2,5 - 3 et une densité de 4,3. Les minéraux associés comprennent notamment la malachite, l'olivénite, le quartz, la limonite, l'adamite, l'azurite et la brochantite.
La clinoclase a été découverte en 1830 dans le duché de Cornouailles en Angleterre. Elle a été trouvée à Broken Hill, en Nouvelle-Galles du Sud en Australie et associée à des gisements de minerai de cuivre en Arizona, en Californie, dans le Montana, au Nouveau-Mexique, dans le Nevada et en Utah aux États-Unis. On la trouve également en France, en Allemagne, en Tchéquie, en Autriche, en Roumanie, en Russie et en République démocratique du Congo.
Le topotype de la clinoclase est la mine de Wheal Gorland (en) à St Day en Cornouailles, au Royaume-Uni.